# Televisiefilm
Een televisiefilm is een film die (meestal) niet in de bioscoop vertoond wordt, maar gemaakt is om op televisie uitgezonden te worden.
Televisiefilms hebben vaak een slechte naam en worden vaak als B-film gezien. Sommige televisiefilms hebben echter ook prijzen gewonnen en bepaalde films worden zelfs in de bioscoop uitgebracht. Beroemde internationale televisiefilms zijn bijvoorbeeld Duel van Steven Spielberg, The Last Seduction van John Dahl en The Day After van Nicholas Meyer, over de dag na een atoomaanval.

## Nederlandse televisiefilms
Vanaf 1999 produceerde de Nederlandse publieke omroep een reeks televisiefilms waaraan alle omroepen meewerkten. Deze worden Telefilms genoemd. Bekende telefilms zijn Suzy Q, Cloaca, Familie, Het Schnitzelparadijs, Bolletjes Blues, Achilles en het zebrapad en Pinksterprins.